# Roger Jackson
Pour les articles homonymes, voir Roger Jackson et Jackson.
Roger Jackson, né le 14 janvier 1942 à Toronto, est un rameur d'aviron canadien. 

## Carrière
Roger Jackson participe aux Jeux olympiques de 1964 à Tokyo et remporte la médaille d'or avec le deux sans barreur canadien en compagnie de George Hungerford.
Il est Président du Comité olympique canadien pendant trois mandats de 1982 à 1990.